# ARN double brin
Un ARN double brin est un ARN composé de deux brins complémentaires, à la manière de l'ADN double brin.
Il existe des ARN double brins intracellulaires ou extracellulaires. Les ARN double brins extra cellulaires constituent le génome de certains virus. Pour d'autres de type ARN(+), la réplicase permet d'obtenir un ARN double brin (virus de la mosaïque du tabac) et ainsi de se multiplier. Chez les eucaryotes, ce type d'organisation de l'ARN est impliqué dans l'initiation du processus d'interférence par ARN. Les ARN double brins intracellulaires sont les constituants essentiels de la petite sous-unité du ribosome et existent donc en très grande concentration intracellulaire. Une forte concentration extracellulaire en ARN double brin est quant à elle synonyme d'infection par un virus.